# Погодін Сергій Анатолійович
Пого́дін Сергі́й Анато́лійович (нар. 29 квітня 1968, Рубіжне, Луганська область, СРСР) — радянський та український футболіст, що виступав на позиції півзахисника. Відомий завдяки виступам у луганській «Зорі», донецькому «Шахтарі» та київському «Динамо». Встиг пограти у клубах з Іспанії, Нідерландів, Ізраїлю та Росії. У складі національної збірної України провів 1 матч. Розпочав тренерську кар'єру ще під час активних виступів як гравця. Майстер спорту СРСР (1991).

## Життєпис
Сергій Погодін народився у Рубіжному, що в Луганській області. Вихованець луганського спортінтернату, де його тренером був Вадим Добіжа. У складі «Зорі» дебютував у 1985 році, коли йому не виповнилося ще й 17 років. Тренер луганського клубу Олександр Журавльов вирішив зробити ставку на молодь і того року у «Зорі» дебютували окрім Погодіна такі відомі в майбутньому футболісти, як Тимерлан Гусейнов, Ігор Фокін, Сергій Юран та інші. Погодін міг зіграти як у півзахисті, так і на будь-якій позиції в обороні команди. Вже з наступного сезону він став повноправним гравцем основи і не залишився поза увагою селекціонерів київського «Динамо», які запросили хлопця до столиці України.
У Києві Сергій провів три сезони, виступаючи переважно за дубль. Лише у чемпіонаті 1988 року він відіграв три гри у складі першої команди, а у розіграші Кубка СРСР 1989/90 завдяки двом появам на полі зміг стати володарем цього престижного трофею. У 1990 році Погодін повернувся до «Зорі», однак вже після першого кола опинився у вищоліговому «Шахтарі» з Донецька.
29 квітня 1992 року, в день свого 24-річчя, Сергій Погодін провів перший і єдиний матч у складі новоствореної збірної України. Він відіграв перші 56 хвилин у поєдинку проти збірної Угорщини. Цей матч був першим в історії для української команди.
У 1993 році Погодін залишив «Шахтар», та транзитом через нідерландську «Роду» опинився у московському «Спартаку». Однак сподівань тренерів свого нового клубу він не виправдав і, провівши всього 3 матчі у чемпіонаті протягом двох сезонів, повернувся до «Шахтаря», разом з яким став володарем Кубка України 1994/95.
У 1995 році півзахисник вирішив здійснити другу спробу підкорення Європи і разом з Миколою Писарєвим вирушив до іспанської «Меріди». Провівши три матчі та відзначившись одного разу у воротах суперника, Погодін залишив команду і перейшов до лав тель-авівського «Хапоеля».
У 1998 році футболіст повернувся до України. Виступав за запорізьке «Торпедо», де спробував себе не лише у ролі футболіста, а й тренера. Після розформування запорізької команди повернувся до Луганська, де на нього покладалися значні надії. Однак 2001 рік можна назвати чи не найгіршим у біографії як «Зорі», так і самого Погодіна — під керівництвом Сергія Анатолійовича команда перетворилася на непримітного середняка другої ліги, що був сформований з гравців сумнівної кваліфікації, яких Погодін запросив з чемпіонату Донецької області. Враховуючи відсутність результатів та деградацію командної гри, керівництво клубу ухвалило рішення про відставку тренера.
Після завершення роботи у «Зорі» Погодін певний час працював тренером у команді «Шахтар-3», а також грав на аматорському рівні у командах «Моноліт», «Південьсталь» та інших. У 2005 році був призначений на посаду старшого тренера ДЮФШ «Металург» (Донецьк). У 2007 році обійняв посаду граючого тренера у донецькому «Титані», де пропрацював до 2009 року. Згодом, повернувся до команди вдруге у 2011 році, вже після зняття «Титану» зі змагань професійних клубів та початку виступів у чемпіонаті області, працював тренером у дитячо-юнацькій школі клубу.

## Досягнення
Командні трофеї
- Чемпіон Європи серед молоді (1): 1990
- Володар Кубка СРСР (1): 1989/90
- Володар Кубка України (1): 1994/95
- Переможець 6 зони другої ліги чемпіонату СРСР (1): 1986
- Брав участь у «срібному» сезоні «Динамо» (1988) та чемпіонських сезонах «Спартака» (1993, 1994), однак провів замало матчів для отримання медалей

Особисті досягнення
- Майстер спорту СРСР (1991)
- У списках «22 найкращих футболістів України» (1): 1992 (№ 2)